# İbrahim Zengin
İbrahim Zengin (1931 – 10. července 2013 Turhal) byl turecký zápasník, stříbrný olympijský medailista 1956.

## Sportovní kariéra
Narodil se v obci Bağlıca nedaleko provinčního města Amasya do rodiny kočovného pastýře. Od mala se věnoval tradičnímu tureckému zápasu karakucak. V mladí si přivydělával zápasením na svatbách v populárním olejovém zápasu (yağlı güreş). Po hádce s otcem Nuri Ağou potom co se dozvěděl, že zápasí za peníze, odešel v 15 letech z domova do nedalekého Turhalu. V Turhalu pracoval v místním cukrovaru a zároveň podnik reprezentoval na velkých turnajích v olejovém zápasu. Měl přezdívku İbrahim Pehlivan. V roce 1950 absolvoval povinnou vojenskou službu v Ankaře, kde se seznámil s olympijským zápasem ve volném stylu.
V roce 1951 startoval na mistrovství světa v Helsinkách, kde obsadil třetí místo. V roce 1952 v přípravě na olympijské hry v Helsinkách byl za profesionální činnost zbaven statutu amatéra a přišel o účast na olympijských hrách. Statu amatéra mu byl vrácen v polovině padesátých let dvacátého století.
V roce 1956 uspěl v turecké olympijské nominaci na olympijské hry v Melbourne ve váze do 73 kg. V úvodních kolech měl štěstí na hratelné soupeře, které porazil před časovým limitem na lopatky. Ve čtvrtém kole se tak i přes porážku s Japoncem Micuo Ikedou udržel v soutěži. Postoupil do tříčlenné finálové skupiny s Gruzíncem Vachtangem Balavadzem ze Sovětského svazu a se svým přemožitelem Japoncem Ikedou. Balavadze předtím s Ikedou rovněž prohrál a ve vzájemném zápase tak oba bojovali pouze o stříbrnou olympijskou medaili. Zengin v závěrečném zápase velterové váhy do 73 s Balavadzem zvítězil před časovým limitem na lopatky a získal stříbrnou olympijskou medaili.
Po skončení sportovní kariéry se věnoval sportovní a funkcionářské práci. Zemřel v roce 2013.

## Výsledky

### Volný styl
| Turnaj            | 1951 | 1952 | 1953 | 1954 | 1955 | 1956 |
| Turnaj            | 20   | 21   | 22   | 23   | 24   | 25   |
| Turnaj            | −67  |      |      |      |      | −73  |
| ----------------- | ---- | ---- | ---- | ---- | ---- | ---- |
| Olympijské hry    |      | —    |      |      |      | 2.   |
| Mistrovství světa | 3.   |      |      | —    |      |      |

### Olympijské hry a mistrovství světa
| Olympijské hry a mistrovství světa              | Olympijské hry a mistrovství světa           | Olympijské hry a mistrovství světa           | Olympijské hry a mistrovství světa           | Olympijské hry a mistrovství světa           | Olympijské hry a mistrovství světa           | Olympijské hry a mistrovství světa           | Olympijské hry a mistrovství světa           | Olympijské hry a mistrovství světa           | Olympijské hry a mistrovství světa           | Olympijské hry a mistrovství světa           |
| Kolo                                            | Výsledek                                     | Bilance                                      | Soupeř                                       | Výsledek                                     | NKB                                          | ∑NKB                                         | Styl                                         | Datum                                        | Turnaj                                       | Místo                                        |
| 1956 Olympijské hry do 73 kg ve volném stylu    | 1956 Olympijské hry do 73 kg ve volném stylu | 1956 Olympijské hry do 73 kg ve volném stylu | 1956 Olympijské hry do 73 kg ve volném stylu | 1956 Olympijské hry do 73 kg ve volném stylu | 1956 Olympijské hry do 73 kg ve volném stylu | 1956 Olympijské hry do 73 kg ve volném stylu | 1956 Olympijské hry do 73 kg ve volném stylu | 1956 Olympijské hry do 73 kg ve volném stylu | 1956 Olympijské hry do 73 kg ve volném stylu | 1956 Olympijské hry do 73 kg ve volném stylu |
| ----------------------------------------------- | -------------------------------------------- | -------------------------------------------- | -------------------------------------------- | -------------------------------------------- | -------------------------------------------- | -------------------------------------------- | -------------------------------------------- | -------------------------------------------- | -------------------------------------------- | -------------------------------------------- |
| 5. kolo (F)                                     | vítězství                                    |                                              | Vachtang Balavadze (URS)                     | lopatky (8:03)                               | 0                                            | 3 (F)                                        | Zápas ve volném stylu                        | 28. listopadu- -1. prosince 1956             | Olympijské hry                               | Melbourne, Austrálie                         |
| 4. kolo (F*)                                    | prohra                                       |                                              | Micuo Ikeda (JPN)                            | verdikt 0-3 (15:00)                          | 3                                            | 4                                            | Zápas ve volném stylu                        | 28. listopadu- -1. prosince 1956             | Olympijské hry                               | Melbourne, Austrálie                         |
| 3. kolo                                         | vítězství                                    |                                              | Ernie Fischer (USA)                          | verdikt 3-0 (15:00)                          | 1                                            | 1                                            | Zápas ve volném stylu                        | 28. listopadu- -1. prosince 1956             | Olympijské hry                               | Melbourne, Austrálie                         |
| 2. kolo                                         | vítězství                                    |                                              | Noel Granger (AUS)                           | lopatky (4:00)                               | 0                                            | 0                                            | Zápas ve volném stylu                        | 28. listopadu- -1. prosince 1956             | Olympijské hry                               | Melbourne, Austrálie                         |
| 1. kolo                                         | vítězství                                    |                                              | Ernst Wandaller (AUT)                        | lopatky (6:30)                               | 0                                            | 0                                            | Zápas ve volném stylu                        | 28. listopadu- -1. prosince 1956             | Olympijské hry                               | Melbourne, Austrálie                         |
| 1951 Mistrovství světa do 67 kg ve volném stylu |                                              |                                              |                                              |                                              |                                              |                                              |                                              |                                              |                                              |                                              |